# Storia di chi fugge e di chi resta
Storia di chi fugge e di chi resta è un romanzo del 2013 della scrittrice italiana Elena Ferrante e pubblicato in Italia da E/O. È il terzo romanzo della serie L'amica geniale, preceduto da Storia del nuovo cognome del 2012 e seguito da Storia della bambina perduta del 2014.

## Trama
Il romanzo prosegue la narrazione dal punto in cui si era interrotta in Storia del nuovo cognome e segue le storie delle due protagoniste nel corso dei ruggenti anni settanta.

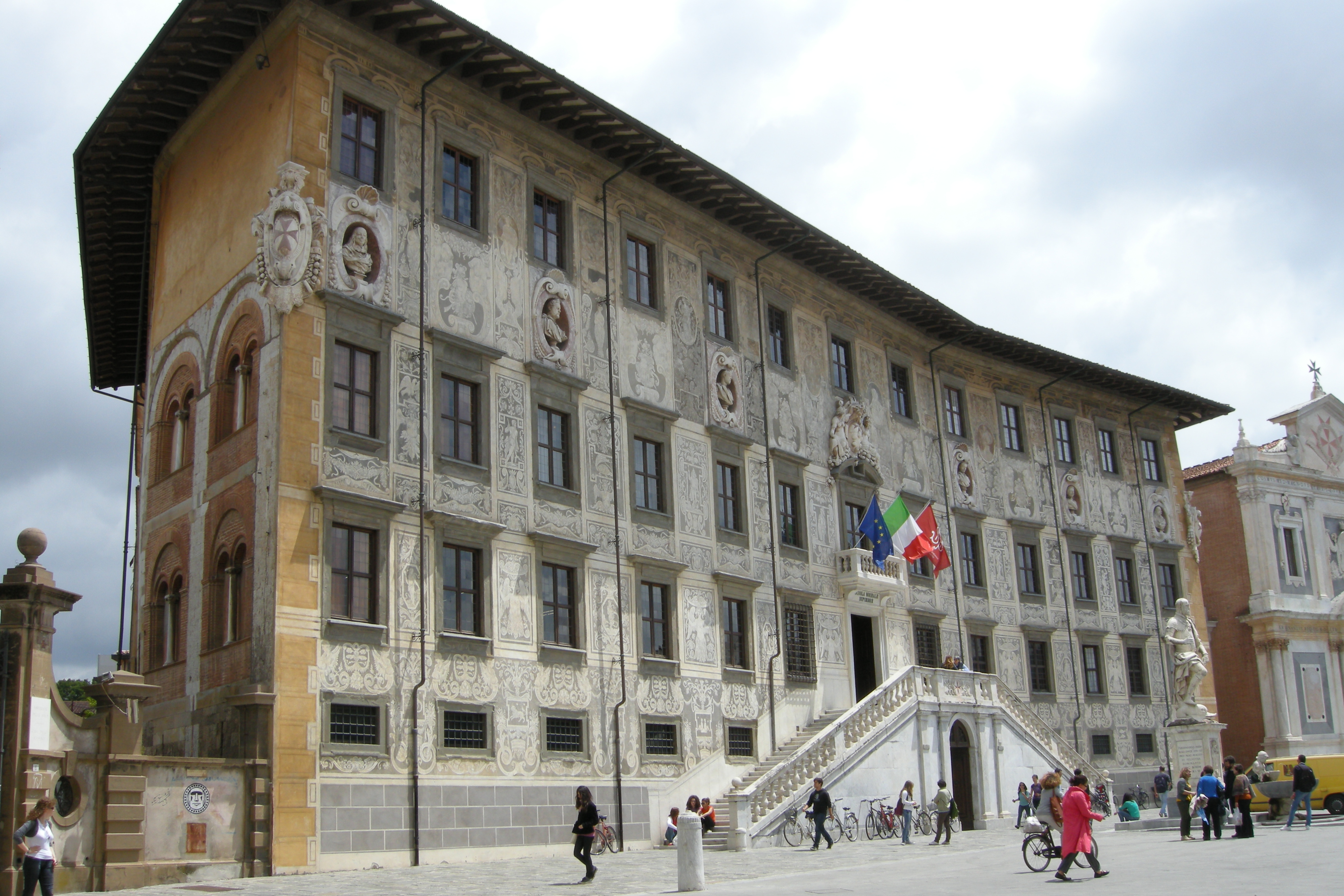
La Normale di Pisa, dove Elena ha brillantemente conseguito la laurea, che l'ha lanciata nel mondo della letteratura, e dove ha anche conosciuto Pietro

Prossima alle nozze con Pietro Airota e autrice di un libro di discreto successo, Elena torna a Napoli, dove incontra Enzo e Pasquale, che la informano che Lila non sta bene e vuole vederla; raggiunta l'amica, Lenù deve prometterle che, se Lila starà male e dovesse morire, si occuperà lei del figlio Gennaro. 
Scopre delle terribili condizioni di Lila, sfruttata in fabbrica fino al deperimento fisico. Oltretutto, Lila viene convinta da Pasquale e da Nadia (figlia della professoressa Galiani) a iscriversi al partito comunista per ribellarsi alle tremende condizioni di vita in fabbrica, alle molestie di Bruno Soccavo e al suo salario misero. 
Oltre a questo, a rendere stancante la sua vita, c'è un malessere taciuto al medico e l'affaticamento: di notte, infatti, seppure stremata, Lila aiuta Enzo a studiare informatica e a occuparsi di un corso a dispense di Zurigo a cui lui si è iscritto e cui deve mandare test periodici. In questo periodo, Lila ha un progressivo avvicinamento a Enzo, che diventa il suo fidanzato.
Elena scrive un articolo di denuncia per L'Unità, che le porta anche una piccola fama nei circoli giornalistici, ma l'imminente matrimonio la riporta a Firenze da Pietro. Dopo questa breve parentesi napoletana in cui le amiche si erano ritrovate, Lenù e Lila si perdono di nuovo e vanno avanti con le loro vite, Elena con Pietro e Lila con Enzo. 
Il matrimonio tuttavia delude in fretta Elena, non a causa di violenze (Pietro è completamente diverso da Stefano, essendo posato, pacifico e mai manesco) ma perché si sente intrappolata nella nuova vita: perde così l'ispirazione anche per scrivere, ottenendo solo mediocri risultati e fatica a stare dietro al cocciuto marito e alle figlie che le nascono, Adele detta "Dede" ed Elsa.
Lila ed Enzo cominciano a guadagnare di più lavorando come programmatori per l'IBM, arrivando a permettersi uno stile di vita migliore e a poter dare un futuro concreto a Gennaro. 
Ma il rione si fa pericoloso quando Enzo scampa per un soffio un tentativo di pestaggio chiudendo il portone in faccia ai fascisti, e Gennaro, un giorno, dopo la scuola, sparisce misteriosamente ma viene subito ritrovato ai giardinetti. Furiosa per i due avvenimenti, Lila dà la colpa di tutto a Michele Solara; decide quindi di mandare il bambino, che ora ha dieci anni, a passare l'estate in Versilia, da Elena. Quest'ultima, tempo dopo, si stupisce nel vedere Nino Sarratore rientrare nella propria vita, diventando prima amico di Pietro e poi suo amante. 
I due intraprendono una relazione clandestina che spingerà Elena a lasciare Pietro alla fine del romanzo e a partire con il disonesto Nino: l'ultima scena vede Elena seduta con lui sull'aereo pronta a volare in Francia.

## Personaggi principali
- Elena Greco (Lenuccia o Lenù), voce narrante e protagonista. Sposa a venticinque anni Pietro Airota, dal quale ha due figlie: Adele (Dede) ed Elsa. Il matrimonio la delude in fretta, lo sente come una prigione e non riesce a dare alle sue figlie un completo amore materno. Per sentirsi apprezzata e appagata, inizierà a flirtare e frequentare vari uomini intellettuali conoscenti di Pietro, con uno dei quali in particolare avverranno dei saltuari tradimenti. Nel finale del libro, quando intreccia una relazione con Nino, lascia marito e figlie. Si intromette nella relazione fra sua sorella minore Elisa e Marcello Solara.
- Raffaella Cerullo (Lila o Lina), migliore amica di Elena e co-protagonista del romanzo. Dopo alcuni dubbi, si iscrive al partito comunista, convinta dall'amico Pasquale e da Nadia. A una riunione del partito denuncia le terribili condizioni del salumificio nel quale lavora; viene scritto, a sua insaputa, un articolo di giornale su tutto quello che ha detto, facendo infuriare Soccavo. Scopre che dietro Soccavo ci sono i Solara e, stufa di tutto, si licenzia e comincia ben presto a lavorare all'IBM insieme a Enzo, di cui inizia a ricambiare i sentimenti, diventandone la compagna. Ama moltissimo il figlio e fa di tutto per dargli un futuro migliore.
- Pietro Airota, giovane insegnante all'università, padre di Dede e di Elsa nonché marito di Elena. Non ritiene la moglie capace di pensiero autonomo e non manifesta mai molto entusiasmo all'idea che lei lavori. Alla fine Elena lo lascia insieme alle bambine per seguire Nino, diventato suo amante.
- Giovanni "Nino" Sarratore, amore di Elena fin dall'infanzia. Ritorna nella sua vita anni dopo, ormai sposato e padre di un bambino, ma non si fa alcuno scrupolo a lasciare moglie e figlio per stare con lei.
- Enzo Scanno, amico di infanzia di Lila, se ne fa carico dopo che lei lascia il marito. È da sempre innamorato di Lila, la rispetta e le è fedele; lei, ben presto, inizia a ricambiarne i sentimenti. Ha preso un diploma da privatista e la notte, aiutato da Lila, si occupa di un corso a dispense di Zurigo. La sua brillante intelligenza viene premiata: dopo aver fatto un corso, inizia a lavorare per l'IBM e presto fa assumere pure Lila. Non potrà mai sposarla in quanto lei non ha mai divorziato dal marito. Tratta come figlio suo Gennaro, diventando per il bambino quella figura paterna che, a causa dell'assenza di Stefano, gli è sempre mancata.

## Accoglienza

### Critica letteraria
Come i due romanzi precedenti, anche Storia di chi fugge e chi resta è stato accolto molto positivamente, soprattutto dalla critica estera. 
Roxana Robinson del New York Times ha osannato il romanzo, definendo la Ferrante una delle grandissime romanziere dei nostri tempi e definendo il terzo capitolo della saga un'ottima aggiunta a 'questi sfrontati, stupendi ed inquieti romanzi' in cui l’autrice traccia 'le connessioni tra il politico e il domestico'. Joanna Walsh ha scritto per The Guardian che il romanzo è ricco di raffinate sfumature e ha definito Elena Ferrante maestra di ciò che non può essere detto.
Appena in seguito all'uscita del romanzo, Elena Ferrante è stata definita "geniale" da Elle, mentre la sua scrittura "grandezza a misura di rione" dal Corriere della Sera.